# Vráto
Vráto (en allemand : Brod) est une commune du district de České Budějovice, dans la région de Bohême-du-Sud, en République tchèque. Sa population s'élevait à 422 habitants en 2020.

## Géographie
Vráto se trouve à 4 km au nord-est du centre de České Budějovice et fait partie de son agglomération, et à 122 km au sud de Prague.
La commune est limitée par Hůry au nord, par Rudolfov au nord et au sud, par Dubičné au sud-est, et par České Budějovice à l'ouest.

## Histoire
La première mention écrite du village date de 1375.